# Urgeiriça
Urgeiriça é um lugar português da freguesia de Canas de Senhorim, Município de Nelas, distrito de Viseu, conhecida pelas minas de rádio e urânio, que estiveram em funcionamento desde 1913 até terem entrado em processo de liquidação em 2001.

## Minas de Urgeiriça

### História
As minas da Urgeiriça foram exploradas pela Empresa Nacional de Urânio (ENU) entre 1977 e o seu encerramento..
Utilizando materiais locais, foi construído um bairro para os trabalhadores.
As condições de trabalho eram particularmente duras, com jornadas de 9 horas consecutivas em péssimas condições de humidade, onde os trabalhadores respiravam poeiras, para além das partículas radioativas em suspensão que poderiam existir, além do gás radão. Além disso, era utilizado ácido sulfúrico nas minas..

### O declínio e encerramento das minas
Em meados de 2004, a fábrica tinha cerca de 400 toneladas de urânio, tendo sido vendidas aproximadamente 127 toneladas à Alemanha..

### Controvérsia
A radioatividade do urânio, associada às deficientes condições de segurança no trabalho, incluindo o facto  dos trabalhadores levarem os fatos de  trabalho cheios de radioatividade para casa e colocarem alimentos em cima de madeira nas minas radioativas  são fatores que têm proporcionado um elevado número de doenças oncológicas nos antigos trabalhadores das minas, estimando-se a morte de mais de 170 pessoas.
Em 1993, iniciou-se o processo de alienação das residências operárias. Em 2008 foram realizadas análises que revelaram que 135 residências são suspeitas de radioatividade.

## Património
- Capela de Santa Bárbara

## Turismo
- Hotel Urgeiriça